# EC Comics

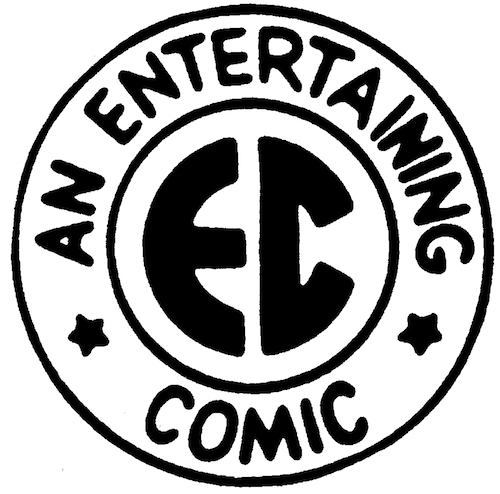
EC Comics logotyp

Entertaining Comics, allmänt kallad EC Comics, var en amerikansk utgivare av serietidningar inom teman såsom skräck, deckare, satir, krig och science fiction, från 1944 till mitten av 1950-talet. År 1954-55 lade förlaget ned de flesta titlarna på grund av påtryckning från den amerikanska censuren. Istället koncentrerade de sig på humortidningen Mad, vilket ledde till förlagets största framgång. Inledningsvis var EG Comics privatägt av Maxwell Gaines och specialiserade på utbildnings- och barnorienterade berättelser. Senare under dess viktigast period ägdes det av hans son, William Gaines.